# Back Beat Records
Pour les articles homonymes, voir Backbeat (homonymie).
Back Beat Records et un label discographique américain de soul, filiale du label Duke Records.

## Histoire
Le label est fondé en 1957. En 1974, ABC ferme le label Back Beat Records.
ABC Records est devenu propriétaire de Back Beat le 23 mai 1973, dans le cadre de l'acquisition par ABC de Duke, la maison mère de Back Beat,. Les plus grands succès de l'étiquette comprenaient Treat Her Right de Roy Head and the Traits, Tell Me Why de Norman Fox and the Rob-Roys et Everlasting Love de Carl Carlton. Ce dernier était le titre d'un album qui devait être publié sur Back Beat en décembre 1974, mais ABC finit par publier l'album sur son label principal, car elle avait interrompu Back Beat à la dernière minute.